# Renault Étoile Filante
Не следует путать с Renault Étoile, семейством автомобилей на базе Renault 21, выпускаемых в Колумбии.
Renault Étoile Filante (рус. «Метеор») — экспериментальный рекордный автомобиль с газотурбинными двигателями (ГТД), разработанный компанией Renault  в 1956 году. Единственный автомобиль компании с подобной силовой установкой.

## История
В 1954 году Renault получила предложение от компании Turbomeca, производителя авиадвигателей — создать газотурбинный автомобиль, чтобы попытаться побить рекорд скорости. В качестве силовой установки предлагался ГТД Turbomeca Turmo I мощностью 270 л.с. Футуристический дизайн будущего автомобиля разработал конструктор Renault Фернан Пикар, работавший вместе со специалистом Рено по двигателям инженером Альбером Лори.
В период с 1954 по 1955 год работы автомобиль испытывался, в т.ч. аэродинамической трубе. Публике он был представлен 22 июня 1956 года на автодроме Линас-Монлёри под Парижем. В том же году Жан Эбер и команда Renault отправились в США на соляные равнины Бонневилля (штат Юта), где машина достигла средней скорости 307,4 км/ч, установив мировой рекорд для автомобилей с газотурбинным двигателем. Эти испытания также способствовали увеличению продаж в США новейшего на тот момент автомобиля компании, Renault Dauphine. Позже Étoile Filante был показан на различных автосалонах мира.
Однако, наступивший в начале 1960-х годов конец эры газотурбинных двигателей помешал Renault продолжить работы над вторым автомобилем этого типа, достигнутый рекорд скорости был забыт.
В середине 1990-х Рено решила восстановить автомобиль; его полностью разобрали на заводе компании в Бийанкуре, отремонтировали двигатель и перекрасили кузов. Впервые с 1956 года автомобиль завёлся и двинулся своим ходом. Сейчас он хранится как часть коллекции исторических автомобилей Renault — Renault Classic, регулярно выставляемой по всему миру для продвижения марки.

## Возвращение в Бонневиль
В 2016 году, чтобы отпраздновать 60-летие рекордного заезда Étoile Filante, автомобиль был оснащён электродвигателем и он вновь выехал на соляные равнины Бонневилля, с Николя Простом, сыном Алена Проста за рулём. Хотя задача установить рекорд не ставилась, тем не менее, он был установлен на Renault Dauphine (123,1 км/ч), также с Николя Простом.